# Laura Dekker

Laura Dekkers jordenruntresa.

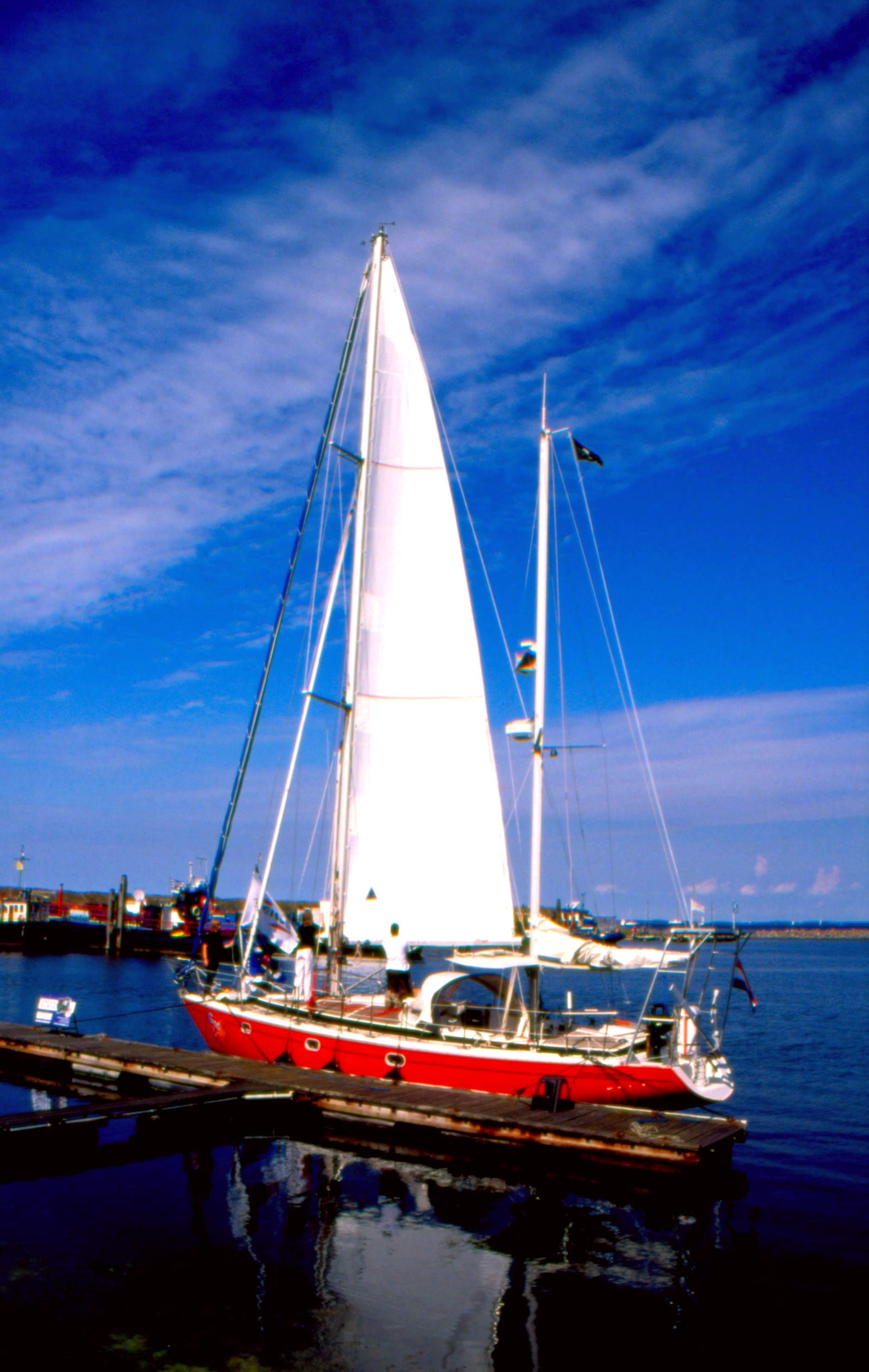
Båten "Guppy" i Den Osse, Nederländerna, den 3 augusti 2010

Laura Dekker född 20 september 1995 i Whangarei, Nya Zeeland, är en nederländsk seglare och den yngsta person i världen som ensam utfört en världsomsegling. Hon var 16 år och 4 månader vid målgång.

## Biografi
Laura Dekker, numera bosatt i Whangarei, Nya Zeeland, men uppväxt i Utrecht i Nederländerna föddes på en båt i Nya Zeeland när hennes föräldrar, Dick Dekker och Babs Müller, genomförde en ett år och fem månader lång världsomsegling.

### Ensamsegling
Laura Dekker påbörjade ensamresan 21 augusti 2010 i den 38 fot långa båten "Guppy"  i Gibraltar, efter att ha seglat dit med sin far från Nederländerna med start den 4 augusti 2010. Hon hade planerat återvända till Gibraltar och Nederländerna via Suezkanalen, men valde att avsluta resan 21 januari 2012 i Simsonbaai på den nederländska ön Sint Maarten i Karibien där hon hade avgått 20 januari 2011, 366 dagar tidigare. Hon gjorde många och långa stopp under den första halvan av resan, bland annat på Kanarieöarna, flera karibiska öar, på åtskilliga öar i Stilla havet, samt i Darwin i Australien. Efter Australien gick hon via Sydafrika på grund av piraterna i Adenviken. Hon gjorde två mycket långa etapper under andra halvan av resan : Australien–Sydafrika och Sydafrika–Sint Maarten, båda drygt 5 500 sjömil (drygt 1 000 landmil), på 6–7 veckor vardera. Det fanns artiklar och notiser om henne i tidningar i hela världen efter målgången, bland annat i många svenska dagstidningar.
Det var nära att resan aldrig blev av i så ung ålder då de sociala myndigheterna i Nederländerna försökte att stoppa henne eftersom hon ansågs vara för ung (hon var 14 år) för att få riskera sitt eget liv och dessutom borde gå i skola. Men sommaren 2010 gav en domstol i Nederländerna till slut klartecken för resan, efter att de låtit en erfaren seglare testa hennes kunnighet och satt villkor om distansundervisning. Hon kände sig så illa behandlad av barnbeskyddsmyndigheten och nederländsk press att hon beslutade sig att bosätta sig i Nya Zeeland som vuxen. Andra anledningar till flytten var att hon upplevde bättre segling där: mildare vinter, mycket mindre fartygstrafik, närheten till Franska Polynesien och andra öar i Stilla Havet som hon tyckte mycket om. Hon seglade till Nya Zeeland efter jorden-runt-resan och anlände 2 september 2012. Hon seglade cirka 36 000 sjömil totalt, cirka 1,6 gånger jordens omkrets.
Trots att Laura Dekker är den yngsta personen någonsin som ensam har seglat runt jorden, vägrar Guinness Rekordbok att godkänna rekordet, eftersom de inte vill uppmuntra unga personer att utsätta sig för de faror som en sådan resa kan innebära. De hade förr ett sådant rekord, men strök det när personer som inte hade hunnit fylla 18 vid målgång – inklusive unga tjejer som Jessica Watson – började göra detta.

### Efter världsomseglingen
Dekker är bosatt i Nya Zeeland, i sin båt, sedan september 2012. Hon har efter det jobbat med båtar, bland annat hjälpa fritidsseglare med långa transportseglingar och med båtunderhåll. Hon har också hållit föredrag om sina äventyr. Vintern 2015 visades dokusåpan Expeditie Poolcirkel i Holland. Den spelades in på Island och handlar om tuffa utomhusövningar, och Dekker vann den. 
I mars 2016 var Laura Dekker inbjuden till ett av Svenska Kryssarklubbens långseglarseminarier och höll ett föredrag om sin resa och planerna för ett fortsatt liv på havet och med båtar.